# Joanna Lichocka

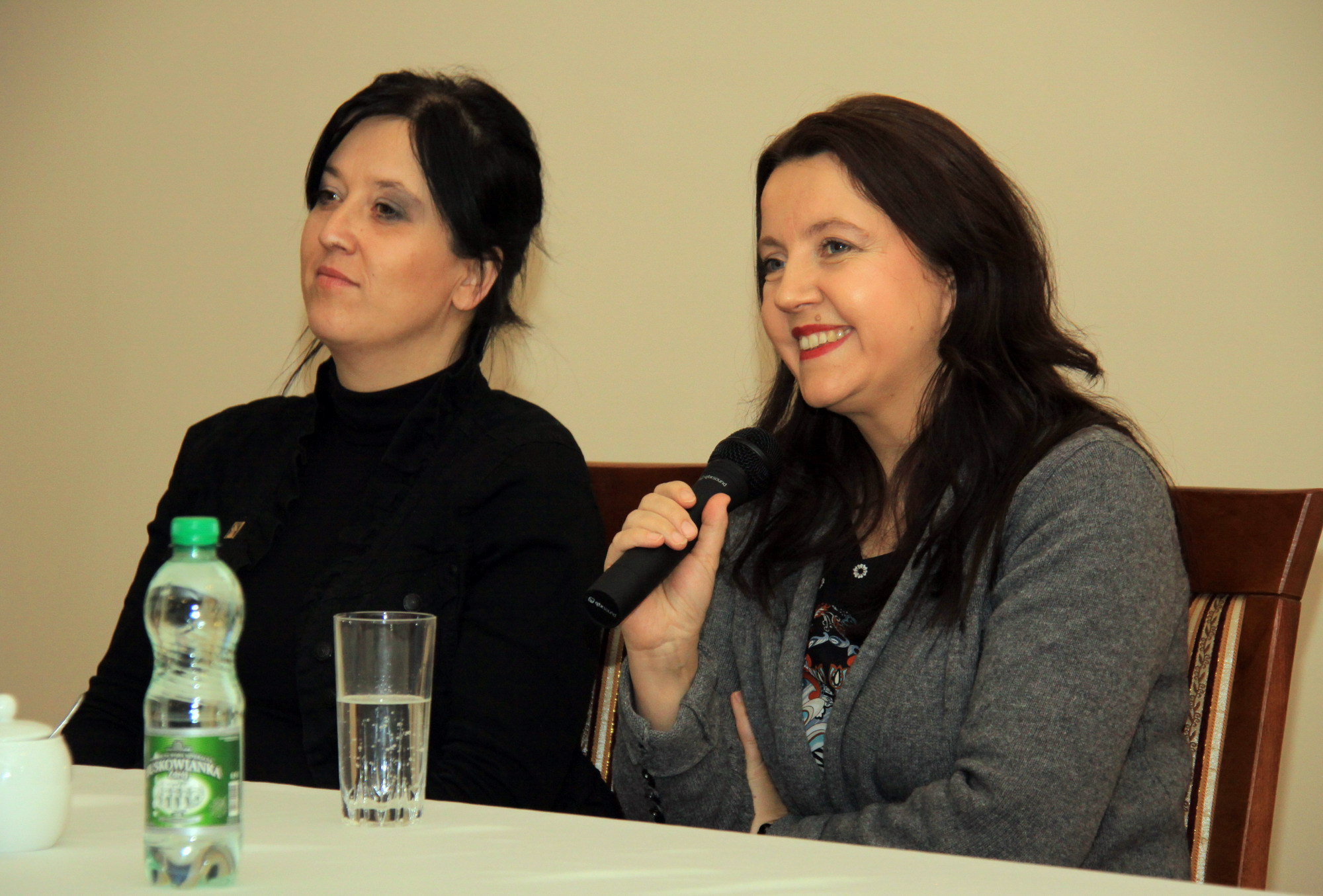
Joanna Lichocka (z prawej) i Anita Czerwińska, przewodnicząca warszawskiego Klubu „Gazety Polskiej” podczas spotkania z mieszkańcami w Busku-Zdroju (1 lutego 2013)

Joanna Katarzyna Lichocka, primo voto Bichniewicz (ur. 21 listopada 1969 w Warszawie) – polska publicystka, autorka filmów dokumentalnych i była dziennikarka telewizyjna i prasowa, posłanka na Sejm VIII, IX i X kadencji, od 2016 członkini Rady Mediów Narodowych.

## Życiorys

### Wykształcenie
Jest absolwentką polonistyki na Uniwersytecie Warszawskim, odbyła także literackie studia podyplomowe na Uniwersytecie Jagiellońskim.

### Działalność zawodowa
Zadebiutowała w 1991 na łamach „Tygodnika Solidarność”, gdzie pracowała do 1993. Współpracowała również z „Życiem Warszawy” oraz Teleexpressem w TVP. Od 1994 prowadziła programy informacyjne i publicystyczne w Polsacie, z którego odeszła w 2001, co motywowała protestem przeciw powołaniu na szefa Informacji Dariusza Szymczychy.
Była następnie związana z „Życiem” (2001–2002) i „Przyjaciółką” (2003, jako zastępczyni redaktora naczelnego), „Ozonem” (2005), „Dziennikiem” (2006). W latach 2006–2009 była publicystką „Rzeczpospolitej”. W 2009 współpracowała z „Newsweek Polska”. Później publicystka tygodnika „Gazeta Polska”, zastępczyni redaktora naczelnego dziennika „Gazeta Polska Codziennie” i współpracowniczka tygodnika „Do Rzeczy”.
W latach 2004–2006 pracowała w telewizji TV Puls, gdzie prowadziła program publicystyczny Puls Wieczoru. W latach 2007–2009 prowadziła, najpierw w TVP1, następnie w TVP Info, program Forum. Do 2010 bywała także komentatorką w programie publicystycznym Antysalon Ziemkiewicza nadawanym w TVP Info. W 2010 prowadziła w TVP1 programy Z refleksem i Kwadrans po ósmej. W tym samym roku była wśród prowadzących obie debaty prezydenckie między Bronisławem Komorowskim a Jarosławem Kaczyńskim. Rada Etyki Mediów uznała jej postawę w czasie jednej z tych debat za stronniczą. Z kolei dziennikarka wygrała proces cywilny z Grzegorzem Miecugowem, który sugerował, iż Jarosław Kaczyński znał wcześniej pytania, jakie zadawała kandydatom w trakcie tych programów.
Po odejściu w 2010 z TVP zajęła się realizacją filmów dokumentalnych poświęconych Lechowi Kaczyńskiemu. W 2013 dołączyła do zespołu Telewizji Republika jako prowadząca pasmo publicystyczne Wolne głosy. Była członkinią zarządu warszawskiego oddziału Stowarzyszenia Dziennikarzy Polskich, zrezygnowała z tej funkcji w sierpniu 2015 w związku z zaangażowaniem się w działalność polityczną w ramach Prawa i Sprawiedliwości.

### Działalność polityczna
W październiku 2015 wystartowała w wyborach parlamentarnych, otrzymała 24 122 głosy, zdobywając tym samym mandat poselski z listy PiS w okręgu kaliskim. W lipcu 2016 została wybrana z rekomendacji PiS przez Sejm w skład Rady Mediów Narodowych. Bez powodzenia kandydowała w wyborach do Parlamentu Europejskiego w 2019, uzyskując 72 769 głosów. W wyborach krajowych w tym samym roku z powodzeniem ubiegała się o poselską reelekcję, tym razem kandydując jako liderka listy PiS w okręgu sieradzkim i otrzymując 45 823 głosy. W lipcu 2022 została ponownie powołana przez Sejm do Rady Mediów Narodowych. W 2023 po raz trzeci z rzędu uzyskała mandat poselski, otrzymując 36 060 głosów. W 2024 z ramienia PiS wystartowała w wyborach do Parlamentu Europejskiego z okręgu nr 6.

## Kontrowersje
W 2016 straciła prawo jazdy za jazdę z prędkością 101 km/h na obszarze zabudowanym.
13 lutego 2020, podczas 5. posiedzenia Sejmu IX kadencji, pokazała środkowy palec w kierunku ław opozycji. Gest był szeroko komentowany przez polskie i zagraniczne media. Sama posłanka początkowo tłumaczyła, że nie pokazywała środkowego palca, lecz energicznie pocierała nim oko oraz odruchowo odgarniała włosy z czoła, a zdjęcia, na których widać rzekomy gest, uznała za rozpowszechnianie fałszerstwa oraz manipulację stopklatkami z nagrania filmowego. Ostatecznie publicznie przeprosiła za swoje zachowanie, stwierdzając, że „mogła być bardziej ostrożna z ekspresją” oraz że gest „nie miał złych intencji”. Gest doprowadził w lipcu 2020 do odwołania Lichockiej z funkcji zastępczyni przewodniczącego sejmowej Komisji Kultury i Środków Przekazu, na które to stanowisko została ponownie wybrana prawie dwa tygodnie później. W sierpniu Komisja Etyki Poselskiej podjęła decyzję o ukaraniu jej naganą. Posłanka zdecydowała się odwołać od nałożonej na nią kary do Prezydium Sejmu, stwierdzając, że nie dopuściła się naruszenia Zasad Etyki Poselskiej, a wulgarne znaczenie jej gestowi „nadaje jedynie manipulacja polegająca na zwolnieniu tempa materiału filmowego z tego zdarzenia lub stopklatki”. Na początku września 2020 Prezydium Sejmu głosami Elżbiety Witek, Małgorzaty Gosiewskiej i Ryszarda Terleckiego anulowało karę Lichockiej. W sondażu Instytutu Badań Pollster przeprowadzonym od 24 do 26 lutego 2020 63 proc. respondentów uznało, że Lichocka za swoje zachowanie powinna złożyć mandat poselski, 16 proc. badanych było przeciw tej decyzji. Zwrot „pokazać komuś gest Lichockiej” przeniknął zaś do języka, stając się eufemistycznym określeniem wulgarnego gestu. Wizerunek posłanki wykonującej gest został wykorzystany przez Fundację Otwarty Dialog i umieszczony na ponad 170 billboardach w całym kraju, które zostały sfinansowane ze zbiórki uruchomionej specjalnie na ten cel. Prawnicy reprezentujący Joannę Lichocką we wrześniu 2020 wystosowali do organizatorów akcji wezwanie do usunięcia zbiórki, wpłaty 40 tys. złotych na rzecz jednej z fundacji działającej na rzecz osób chorych na raka i przeprosin posłanki. Owe żądania nie zostały spełnione, w związku z czym w lutym 2021 posłanka zdecydowała o złożeniu aktu oskarżenia przeciwko dwójce organizatorów kampanii. 21 listopada 2023 Sąd Rejonowy Warszawa–Śródmieście umorzył sprawę argumentując, że działanie Fundacji stanowiło dopuszczalną krytykę.

## Wyniki w wyborach ogólnopolskich
| Wybory | Komitet wyborczy                 | Komitet wyborczy       | Organ              | Okręg          | Wynik          |
| ------ | -------------------------------- | ---------------------- | ------------------ | -------------- | -------------- |
| 2015   |                                  | Prawo i Sprawiedliwość | Sejm VIII kadencji | nr 36          | 24 122 (6,64%) |
| 2019   | Parlament Europejski IX kadencji | Prawo i Sprawiedliwość | nr 7               | 72 769 (6,07%) |                |
| 2019   | Sejm IX kadencji                 | Prawo i Sprawiedliwość | nr 11              | 45 823 (9,96%) |                |
| 2023   | Sejm X kadencji                  | Prawo i Sprawiedliwość | nr 11              | 36 060 (6,76%) |                |
| 2024   | Parlament Europejski X kadencji  | Prawo i Sprawiedliwość | nr 6               | 41 472 (5,47%) |                |

## Życie prywatne
Jej matką jest profesor Halina Lichocka. Była żoną Michała Bichniewicza, z którym ma córkę.

## Wybrane publikacje
- Mgła (zbiór wywiadów z urzędnikami Kancelarii Prezydenta RP z okresu prezydentury Lecha Kaczyńskiego, współautor wraz z Marią Dłużewską), Wydawnictwo Zysk, Warszawa 2011
- Przebudzenie (zbiór wywiadów z uczestnikami Marszów Pamięci na Krakowskim Przedmieściu), Wydawnictwo M, Warszawa 2012
- III RP. Kulisy systemu (wywiad rzeka z Andrzejem Zybertowiczem), Słowa i Myśli, Warszawa 2013

## Filmografia
- Mgła (2011) – scenariusz i reżyseria (wspólnie z Marią Dłużewską)[39]
- Pogarda (2011) – scenariusz i reżyseria (wspólnie z Marią Dłużewską)[39]
- Przebudzenie (2011) – scenariusz i reżyseria[39]
- Prezydent (2013) – scenariusz i reżyseria (wspólnie z Jarosławem Rybickim)[39]

## Nagrody
Dwukrotnie przez Stowarzyszenie Dziennikarzy Polskich wyróżniona Główną Nagrodą Wolności Słowa: w 2013 otrzymała wraz z Marią Dłużewską (za film dokumentalny Pogarda), a w 2014 wspólnie z Jarosławem Rybickim (za film dokumentalny Prezydent).